# Acontista gracilis
Acontista gracilis är en bönsyrseart som beskrevs av Lucien Chopard 1911. Acontista gracilis ingår i släktet Acontista och familjen Acanthopidae. Inga underarter finns listade i Catalogue of Life.